# Tội ác chiến tranh của Nhật Bản

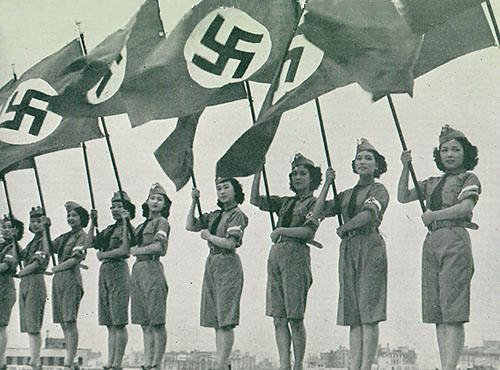
Buổi biểu diễn trên sân khấu của các thiếu nữ Nhật Bản cho Hitlerjugend

Tội ác chiến tranh của Đế quốc Nhật Bản xảy ra ở nhiều nước Châu Á Thái Bình Dương trong thời kỳ chủ nghĩa quân phiệt Nhật Bản, chủ yếu trong giai đoạn Chiến tranh Trung-Nhật và Chiến tranh thế giới thứ hai. Những tội ác này đã được mô tả là một cuộc tàn sát người Châu Á. Một số tội ác chiến tranh do quân nhân Đế quốc Nhật Bản thực hiện vào cuối thế kỷ 19; tuy rằng hầu hết tội ác này xảy ra trong giai đoạn đầu của thời kỳ Chiêu Hòa, tương ứng với triều đại của Hirohito, cho đến khi Đế quốc Nhật Bản đầu hàng vào năm 1945.
Một số nhà sử học và chính phủ buộc tội các lực lượng quân sự Nhật Bản, cụ thể là Quân đội Đế quốc Nhật Bản, Hải quân Đế quốc Nhật Bản và gia đình Hoàng gia Nhật Bản, đặc biệt là dưới thời Hoàng đế Hirohito, chịu trách nhiệm về cái chết của hàng triệu người, ước tính khoảng 3  đến 14   triệu thường dân và tù nhân chiến tranh thông qua thảm sát, thí nghiệm trên con người, chết đói và lao động cưỡng bức trực tiếp hoặc bị chính phủ và quân đội Nhật Bản ép buộc. Một số binh sĩ Nhật Bản đã thừa nhận phạm tội này. Airmen của Đế quốc Nhật Bản Army Air Service và Không lực Hải quân Đế quốc Nhật Bản không được tính như là tội phạm chiến tranh vì không có pháp luật nhân đạo quốc tế rõ ràng hay cụ thể mà cấm việc thực hiện trái pháp luật của chiến tranh trên không trước hoặc trong Thế chiến II. Cơ quan Không quân Quân đội Nhật Bản đã tham gia tiến hành các cuộc tấn công hóa học và sinh học vào các quốc gia đối địch trong Chiến tranh Trung-Nhật lần thứ hai và Thế chiến II và việc sử dụng các vũ khí đó trong chiến tranh thường bị cấm bởi các thỏa thuận quốc tế được ký kết bởi Nhật Bản, bao gồm Công ước Hague (1899 và 1907), trong đó cấm sử dụng "vũ khí chất độc hoặc độc hại" trong chiến tranh.
Kể từ những năm 1950, các quan chức cao cấp của Chính phủ Nhật Bản đã đưa ra nhiều lời xin lỗi về tội ác chiến tranh của đất nước. Bộ Ngoại giao Nhật Bản tuyên bố rằng nước này thừa nhận vai trò của mình trong việc gây ra "thiệt hại và đau khổ khủng khiếp" trong Thế chiến II, đặc biệt là khi IJA tấn công vào Nam Kinh, trong đó lính Nhật đã giết một số lượng lớn người không tham chiến và tham gia cướp bóc và hiếp dâm. Cũng cần nói là một số thành viên của Đảng Dân chủ Tự do trong chính phủ Nhật Bản như cựu thủ tướng Junichiro Koizumi và Thủ tướng đương nhiệm Shinzō Abe đã cầu nguyện tại Đền Yasukuni, bao gồm những tội phạm chiến tranh hạng A bị kết án trong những tử sĩ được vinh danh. Một số sách giáo khoa lịch sử Nhật Bản chỉ cung cấp các tài liệu tham khảo ngắn gọn về các tội ác chiến tranh khác nhau, và các thành viên của Đảng Dân chủ Tự do đã phủ nhận một số hành động tàn bạo như sự tham gia của chính phủ trong việc bắt cóc phụ nữ làm " phụ nữ giải khuây" (nô lệ tình dục). Chính quyền các nước Đồng minh nhận thấy rằng người Hàn Quốc và Đài Loan phục vụ trong lực lượng của Đế quốc Nhật Bản cũng phạm tội ác chiến tranh, bên cạnh lực lượng quân đội và dân sự Nhật Bản.